# END OF SORROW
「END OF SORROW」（エンド・オブ・ソロウ）は、LUNA SEAの7枚目のシングルである。1996年3月25日発売。初回限定盤はプラケース入り。

## 解説
「DESIRE」に続く、5thアルバム『STYLE』の先行シングルである。
前作に引き続きノンタイアップシングルでありながら、オリコン週間シングルチャートでは3作目となる首位獲得、41.9万枚のセールスを記録した。

## 収録曲
全作詞・作曲・編曲：LUNA SEA
1. END OF SORROW
SUGIZO原曲。
1993年頃から原曲が存在しており、サビは同じ歌詞だが、他の曲調や歌詞は異なっている。
SEARCH FOR MY EDEN TOURで演奏されていた。
2. TWICE
INORAN原曲。
サビではボーカルにディレイをかけている。

## 収録アルバム
- END OF SORROW
  - STYLE
  - SINGLES
  - NEVER SOLD OUT
  - PERIOD 〜THE BEST SELECTION〜
  - LUNA SEA COMPLETE BEST
  - LUNA SEA 3D IN LOS ANGELES
  - LUNA SEA COMPLETE BEST -ASIA LIMITED EDITION-
  - LUNA SEA 25th Anniversary Ultimate Best -THE ONE-
- TWICE
  - SINGLES